# Seleção Brasileira de Minifootball
A Seleção Brasileira de Minifootball é a equipe que representa o Brasil nas competições internacionais de Minifootball.

## Conquistas
- 2015 - 3o Lugar: WMF World Cup